# Épée Élisabeth
L'épée Élisabeth (en anglais : Elizabeth Sword) est une épée cérémonielle qui fait partie des Honneurs de l'Écosse, que les monarques écossais utilisent lors de leur couronnement. Nommée en l'honneur de la reine Élisabeth II, l'épée est commandée en 2022 pour remplacer la fragile épée d'État écossaise et présentée pour la première fois au roi Charles III, en 2023, aux côtés des autres joyaux de la Couronne d'Écosse.

## Histoire
Historiquement, les rois d'Écosse utilisaient l'épée d'État écossaise (également appelée épée papale), offerte par le pape Jules II au roi Jacques IV en 1507, pour les couronnements et les cérémonies. L'épée continue de jouer ce rôle après l'Union des Couronnes (1603) et est utilisée lors des cérémonies de présentation des Honneurs de l'Écosse au monarque britannique. Toutefois, en 2022, il est décidé que l'épée est devenue trop fragile pour continuer à être utilisée.
À la demande du roi d'armes Lord Lyon, une nouvelle épée est alors commandée pour la remplacer. Le projet est approuvé par le gouvernement écossais, à la suite du décès de la reine Élisabeth II, pour un coût de 22 000 livres sterling. Les honneurs, y compris l'épée, sont présentés au roi Charles III en juillet 2023 lors d'un service national d'action de grâce à la cathédrale Saint-Gilles d'Édimbourg marquant son couronnement, puis exposés dans la salle de la Couronne du château d'Édimbourg.

## Conception
Le pommeau de l'épée est en gneiss lewisien de Iona et la poignée en chêne du Perthshire. La poignée et les quillons sont ornés d'un chardon tourbillonnant. La lame est gravée de la devise nationale de l'Écosse (« In my defens God me defend ») sur une face, et de la devise de l'ordre du Chardon (« Nemo me impune lacessit ») sur l'autre.
L'épée Élisabeth mesure 1,52 mètre et pèse 7,5 kilogrammes.